# Maskote na Svetskom prvenstvu u fudbalu
Maskote svetskih prvenstava se javljaju od Svetskog prvenstva u Engleskoj 1966. godine. Prva maskota je bio lavić pod imenom Vili (engl. Willy) a on je ujedno bio i jedna od prvih maskota na nekom sportskom takmičenju.

## Istorija

### Era dečaka
Kasnije, od 1970.  do 1978. godine, maskote svetskih prvenstava su bili dečaci, njih četvorica. 1970. godine, na Svetskom prvenstvu u Meksiku, maskota je bio dečačić pod imenom Huanito (шп. Juanito). Bio je prepoznatljiv po velikom sombreru na glavi. Potom sledi Mundijal u Nemačkoj 1974. godine, i po prvi put čak dve maskote, dečaci Tip i Tap. Nemačka je sa svojom maskotom proslavila osvajanje trofeja, baš kao i 1966. godine, kada se to prvi put desilo u Engleskoj. Poslednji ljudski lik na maskotama Svetskih prvenstava bio je Gaučito (шп. Gauchito), 1978. godine u Argentini, i imao je na sebi prepoznatljive tradicionalne argentinske predmete, maramu i bič. Kasnije su kratko, mesto maskota preuzele voćkice.

### Voćkice
1982. u Španiji , za zaštiti znak je imalo prvu biljku maskotu, tj. narandžu pod imenom Naranhito (шп. Naranjito). I on je kao i svoj prethodnik Gaučito nosio dres reprezentacije koja je domaćin. 1986. ponovo je domaćin, posle 1970. godine bio Meksiko, ovoga puta Huanita, maskotu na prethodnom mundijalu u Meksiku, zamenio je neobični Pike (шп. Piquet), meksička ljuta papričica, koja se smatra za jednu od najgenijalnijih maskota u istoriji SP. Neizostavni detalj na Pikeovoj glavi bio je sombrero, dok je imao i dugačke brkove.

### 1990—1998.
Ćao (итал. Ciao) bio je maskota prvenstva u Italiji, i bio je potpuno drugačiji od svojih prethodnika, tj. nije bio ni dečak, ni biljka već neobičan mozaik, delo italijanskih slikara. Imao je četiri štapića u bojama Italije za ruke i noge, dok mu je glava bila fudbalska lopta. 1994. Sjedinjene Američke Države i najčuvenija i najisplativija maskota Mundijala ikada, pas Strajker (енгл. Stryker), čije ime asocira na englesku reč napadač. Time se desio povratak motiva životinja kao maskota, pošto je petao Futiks (фр. Footix) bio zaštitni znak Mundjala 1998. godine u Francuskoj i ispratio je domaću selekciju do titule te godine.

### 2002. i 2006.
Po prvi put su Mundijal organizovale dve zemlje, Japan i Južna Koreja, i ostaće upamćeno da su jedini put do sada kompjuterski generisali svoje maskote, tj. napravili su ih pomoću kompjutera. Bilo je čak tri maskote: Ato, Kaz i Nik. Ali ova stvorenja nisu uspela da se dokažu planeti u pravom svetlu, tako da ljudi nisu shvatili njihovu futurističku suštinu, tako da je na scenu opet stupio kralj životinja. Zvao se Goleo VI, i bio je oficijelna maskota za SP u Nemačkoj 2006. Na prethodnom prvenstvu koji su organizovali Nemci 1974. godine, takođe su se nalazile dve maskote, pa je tako i Goleo VI imao i svog druga loptu Pile.                            

### 2010-e — životinje
Za prvo prvenstvo organizovano na tlu afričkog kontinenta, maskota je bio leopard po imenu Zakumi, i bio je maskota prvenstva sveta u Južnoj Africi 2010. godine. Odlično se nametnuo svetu, pa je čak snimljen i crtani film o njemu. Imao je zelenu, neobičnu grivu, a njegovo ime ZAKUMI sastoji se od dve reči ZA-međunarodna skraćenica za Južnu Afriku i KUMI-što na jeziku južnoafričkih plemena znači broj deset, ujedno i godinu u kojoj se Mundijal održao.
Maskota prvenstva sveta u Brazilu bio je armadilo po imenu Fuleko, što je kovanica od reči fudbal (ful) i ekologija (eko). Žute je boje sa plavim oklopom. Nosi zeleni šorts i belu majicu sa natpisom Brasil 2014.
Na Svetskom prvenstvu 2018. godine nastavlja se motiv životinja maskota, te je za Mundijal u Rusiji odabran vuk po imenu Zabivaka, što na ruskom jeziku znači strelac (pogotka u fudbalu). Maskota ima braon i belo krzno, sa fudbalskim dresom u bojama zemlje domaćina: belom, plavom i crvenom.

## Tabelarni pregled
| Svetsko prvenstvo       | Maskota        | Opis |
| Engleska 1966           | Vili ()        | Lav, tipičan simbol Ujedinjenog Kraljevstva, koji nosi majicu sa zastavom Ujedinjenog Kraljevstva i natpisom „”                                                                                  |
| Meksiko 1970            | Huanito ()     | Dečak u dresu Meksika sa sombrerom (sa natpisom „ 70”). |
| Zapadna Nemačka 1974    | Tip i Tap      | Dva dečaka u dresu Nemačke sa natpisom ( - Svetsko prvenstvo) i brojem 74. |
| Argentina 1978          | Gaučito ()     | Dečak u dresu Argentine. Njegov šešir (sa natpisom '78), marama i bič su simboli gaučosa. |
| Španija 1982            | Naranhito ()   | Narandža, tipično špansko voće, koja nosi dres Španije. |
| Meksiko 1986            | Pike ()        | Ljuta paprika, karakteristična za meksičku kuhinju, koja nosi brkove i sombrero. Ime dolazi od španskog što označava ljute začine.                                                               |
| Italija 1990            | Ćao ()         | Figura fudbalera sa glavom u obliku fudbalske lopte i telom od italijanske zastave. Ime predstavlja italijanski pozdrav.                                                                         |
| SAD 1994                | Strajker ()    | Pas, najčešći ljubimac u Americi, koji nosi majicu u bojama zastave SAD-a sa natpisom „ 94”. |
| Francuska 1998          | Futiks ()      | Petao, jedan od simbola Francuske, sa natpisom „FRANCE 98” na grudima. Plave je boje, kao i francuski dresovi. Ime je skovano od foot- (skraćenice za fudbal) i nastavka -ix, nastavka za galska imena.      |
| Južna Koreja/Japan 2002 | Ato, Kaz i Nik | Narandžasta, ljubičasta i plava kompjuterska animacija. |
| Nemačka 2006            | Goleo (Pile)   | Lav u dresu Nemačke sa brojem 06 i imenom na dresu (nemački žargon za fudbal). Goleo je kovanica od reči „gol” i „leo” (lav).                                                                    |
| Južna Afrika 2010       | Zakumi         | Zakumi je leopard, zelene kose s majicom natpisa 2010. Njegove boje su sportske boje JAR-a. Ime je kovanica od ZA (ISO 3166-1 kôd za Južnu Afriku) i KUMI (broj 10 na mnogim afričkim jezicima). |
| Brazil 2014             | Fuleko         | Brazilski armadilo nosi majicu na kojoj piše 2014. Njеgovo ime je kovanica reči fudbal (ful) i ekologija (eko).                                                                                  |
| Rusija 2018             | Zabivaka       | Vuk sa imenom koje na ruskom znači strelac (u fudbalskom smislu). Nosi dres u bojama Rusije na kome je ispisano „ 2018”.                                                                         |